# Gmina zbiorowa Baddeckenstedt
Gmina zbiorowa Baddeckenstedt (niem. Samtgemeinde Baddeckenstedt) – gmina zbiorowa położona w niemieckim kraju związkowym Dolna Saksonia, w powiecie Wolfenbüttel. Siedziba gminy zbiorowej znajduje się w miejscowości Baddeckenstedt.

## Podział administracyjny
Do gminy zbiorowej Baddeckenstedt należy sześć gmin:
1. Baddeckenstedt
2. Burgdorf
3. Elbe
4. Haverlah
5. Heere
6. Sehlde